# Vintarovci
Vintarovci so naselje v Občini Destrnik.
Vintarovci so razloženo slemensko naselje nad široko dolino potoka Rogoznice v jugozahodnem delu Slovenskih goric.